# 26 листопада
26 листопада — 330-й день року (331-й у високосні роки) у григоріанському календарі. До кінця року залишається 35 днів.

## Свята і пам'ятні дні

### Національні
- Монголія: День проголошення держави
- США: День братства

### Релігійні
✝  Католицькі:
✙ Православні:
- Преподобного Аліпія, стовпника.
- Преподобного Якова, пустельника.
- Святителя Інокентія, єпископа Іркутського.
- Освячення храму святого великомученика Юрія Переможця, що в Києві.

 Буддизм:
 Індуїзм:
 Бахаїзм: День Заповіту

## Іменини
✙ Православні: Аліпій, Інокентій, Яків.
✝  Католицькі: Кіндрат, Леон, Леонард, Сильвестр

## Події
- 1476 — Влад III Дракула розпочав своє третє (і останнє) правління в Волощині.
- 1890 — У місті Боржомі (Грузія) почався промисловий розлив однойменної мінеральної води.
- 1901 — У Львові студенти виступили з вимогою створення українського університету.
- 1917 — У Києві на засіданні Генерального секретаріату затверджено статут «вільного козацтва», ухвалено створити комісію з охорони краю при Генеральному секретаріатові внутрішніх справ і демобілізаційний комітет.
- 1924 — була проголошена Монгольська Народна Республіка
- 1939 — СРСР порушив пакт про ненапад з Фінляндією, що спричинило початок т. зв. Зимової війни
- 1966 — У Бретані (Франція) президент Шарль де Голль урочисто відкрив першу у світі припливну електростанцію.
- 1968 — Сесія Генеральної Асамблеї ООН схвалила Конвенцію про незастосування терміна давності до воєнних злочинів і злочинів проти людства.
- 1970 — Рекордна злива в Баро, Гваделупа (38.10 мм за 1 хвилину)
- 1976 — Католицька церква відмовилась від того, щоб католицизм вважався державною релігією Італії.
- 1977 — У Львові відкрито пам'ятник першодрукареві Івану Федорову (скульптори В. Н. Борисенко, В. М. Подольський).
- 1988 — Відбувся старт пілотованого космічного апарата «Союз ТМ-7» з міжнародним екіпажем (Олександр Волков, Сергій Крикальов, Жан-Лу Кретьєн).
- 2003 — Відбувся останній політ надзвукового літака «Конкорд» — технічний переліт з аеропорту Хітроу (Лондон) до аеропорту Філтон (Бристоль).
- 2004 — Збори господарського активу Донецької області прийняли резолюцію про запропонування трудовим колективам провести збори і мітинги з метою обговорення питання оголошення референдуму про автономію Донецької області.
- 2004 — «Ігнорування прав і свобод українського народу, сприяння фальсифікації виборів Президента України у 2004 році і зрада академічних цінностей» — за таким вердиктом Вчена рада Львівського Національного університету ім. Івана Франка позбавила на той час дійсного Президента України Л. Д. Кучму звання почесного доктора.
- 2005 — Установлено День пам'яті жертв Голодомору 1932–33 років (остання субота листопада).
- 2018 — В Україні запровадили воєнний стан на 30 днів після інциденту у Керченській протоці: першого випадку військової агресії Росії проти України, який вона скоїла відкрито, під своїм державним прапором, від початку війни у 2014 році.

## Народились
Дивись також Категорія:Народились 26 листопада
- 1607 — Джон Гарвард, англійський місіонер, на честь якого названо Гарвардський університет.
- 1806 — Пилип Морачевський (псевд.- Хвилимон Галузенко), український громадський діяч, поет, перекладач.
- 1810 — Вільям Джордж Армстронг, британський інженер, конструктор гармат, промисловець.
- 1844 — Олександр Боровиковський, український фольклорист, спеціаліст з цивільного права і процесу.
- 1858 — Іван Загорський, український актор. Працював у театральних трупах М. Кропивницького, П. Саксаганського, М. Садовського, І. Карпенка-Карого.
- 1876 — Віктор Курманович, військовий діяч, генерал-четар УГА, в квітні 1945 заарештований радянськими спецслужбами у Відні. Помер у одеській тюрмі 18.10.1945.
- 1877 — Матвій Донцов, український живописець.
- 1882 — Григорій Шерстюк, український мовознавець, педагог, журналіст, засновник першого українського педагогічного видавництва «Український учитель» та першого українського педагогічного журналу «Світло».
- 1883 — Міхай Бабич, угорський письменник і перекладач. Романи («Каліф-лелека», «Сини смерті»), літературознавчі праці.
- 1886 — М. М. Годлін, український ґрунтознавець
- 1888 — Нестор  Махно, анархо-комуніст, серце анархістського руху в 1917—1921 років, керівник повстанських загонів. Неперевершений тактик ведення партизанської війни.
- 1888 — Іван Разенков, російський фізіолог, академік АН СРСР. Лауреат Державної премії СРСР (1947).
- 1894 — Норберт Вінер, відомий американський математик, засновник кібернетики.
- 1898 — Карл Ціглер, німецький хімік-органік, лауреат Нобелівської премії з хімії (1963 р. разом з Дж. Натта).
- 1899 — Лідія Могилянська, українська поетеса.
- 1903 — Олексій Панкратьєв, український кінооператор. Зняв стрічки: «Тарас Трясило», «Шкурник», «Хліб», «Штурм землі», «Фата моргана», «Богдан Хмельницький», «Олександр Пархоменко», «Подвиг розвідника», «Шельменко-денщик» та ін.
- 1909 — Ежен Йонеско, румунський і французький письменник, драматург.
- 1910 — Богдан Рудницький, український вчений, мовознавець, громадський діяч.
- 1918 — Іван Кільберг, український диригент, заслужений діяч мистецтв УРСР. У 1954–82 рр. — головний диригент Одеського театру музичної комедії.
- 1928 — Надія Батуріна, українська радянська акторка, народна артистка України.
- 1934 — Юрій Литвин, поет, письменник, публіцист, член Української Гельсінкської групи.
- 1934 — Людмила Швецова (Лисенко), українська радянська легкоатлетка, олімпійська чемпіонка.
- 1939 — Тіна Тернер, американська рок-співачка та акторка. Лауреатка «Гремі» (1985).
- 1948 — Галина Прозуменщикова-Степанова, українська радянська плавчиня, олімпійська чемпіонка.
- 1951 — Ілона Сталлер, італійська порнозірка та парламентарка.
- 1955 — Хуан-Карлос "Карло" Коцюмбас, уродженець Буенос-Айреса, перший вокаліст і ударник гурту «Супер Вуйки» (1975–81).
- 1963 — Дмитро Табачник, український політичний та державний діяч, історик.
- 1963 — Андрій Шкіль, український політичний діяч, народний депутат України …скликань.
- 1965 — Сергій Квіт, доктор філологічних наук, професор, міністр освіти України
- 1975 — Олег Косяк, український гімнаст, бронзовий призер Олімпійських ігор.
- 1976 — Майя Кемпбелл, американська акторка.
- 1976 — Джо Ніколс, американський співак кантрі.
- 1983 — Андрій Міхнов, український хокеїст.
- 1993 — Ко Сінчунь, тайванська важкоатлетка, чемпіонка світу.

## Померли
Дивись також Категорія:Померли 26 листопада
- 62 — Персій, давньоримський поет, майстер сатури.
- 1516 — Джованні Белліні, італійський художник, засновник венеційської школи живопису.
- 1547 — Джованні Каріані, венеційський художник XVI століття.
- 1855 — Адам Міцкевич, польський поет, діяч національно-визвольного руху.
- 1866 — Альмквіст Карл Йонас Лове, відомий шведський письменник XIX століття.
- 1896 — Бенджамін Апторп Гулд, американський астроном.
- 1905 — Лесевич Володимир Вікторович, український філософ, літературознавець, історик літератури, фольклорист, педагог і громадський діяч (*1837).
- 1923 — Володимир Іконніков, український історик та педагог, професор.
- 1926 — Джон Браунінг, винахідник ручної вогнепальної зброї, американець за походженням, працював в Бельгії.
- 1936 — Микола Чернілівський-Сокол, контр-адмірал, начальник штабу Чорноморського флоту Української Держави.
- 1942 — Яворський Болеслав Леопольдович, український музикознавець, піаніст, композитор і педагог.
- 1981 — Макс Ейве, нідерландський шахіст і математик, п'ятий чемпіон світу з шахів (1935–37).
- 2012 — Джозеф Маррі, американський хірург-трансплантолог, перший пересадив нирку людині, нобелівський лауреат (1990)
- 2017 — Васи́ль Німчу́к, український мовознавець, доктор філологічних наук, професор, завідувач відділу історії та граматики Інституту української мови Національної академії наук України, член-кореспондент НАН України.
- 2018 
  - Бернардо Бертолуччі — італійський кінорежисер і сценарист.
  - Стівен Гілленбург — американський аніматор та морський біолог